# Elisabethhalle

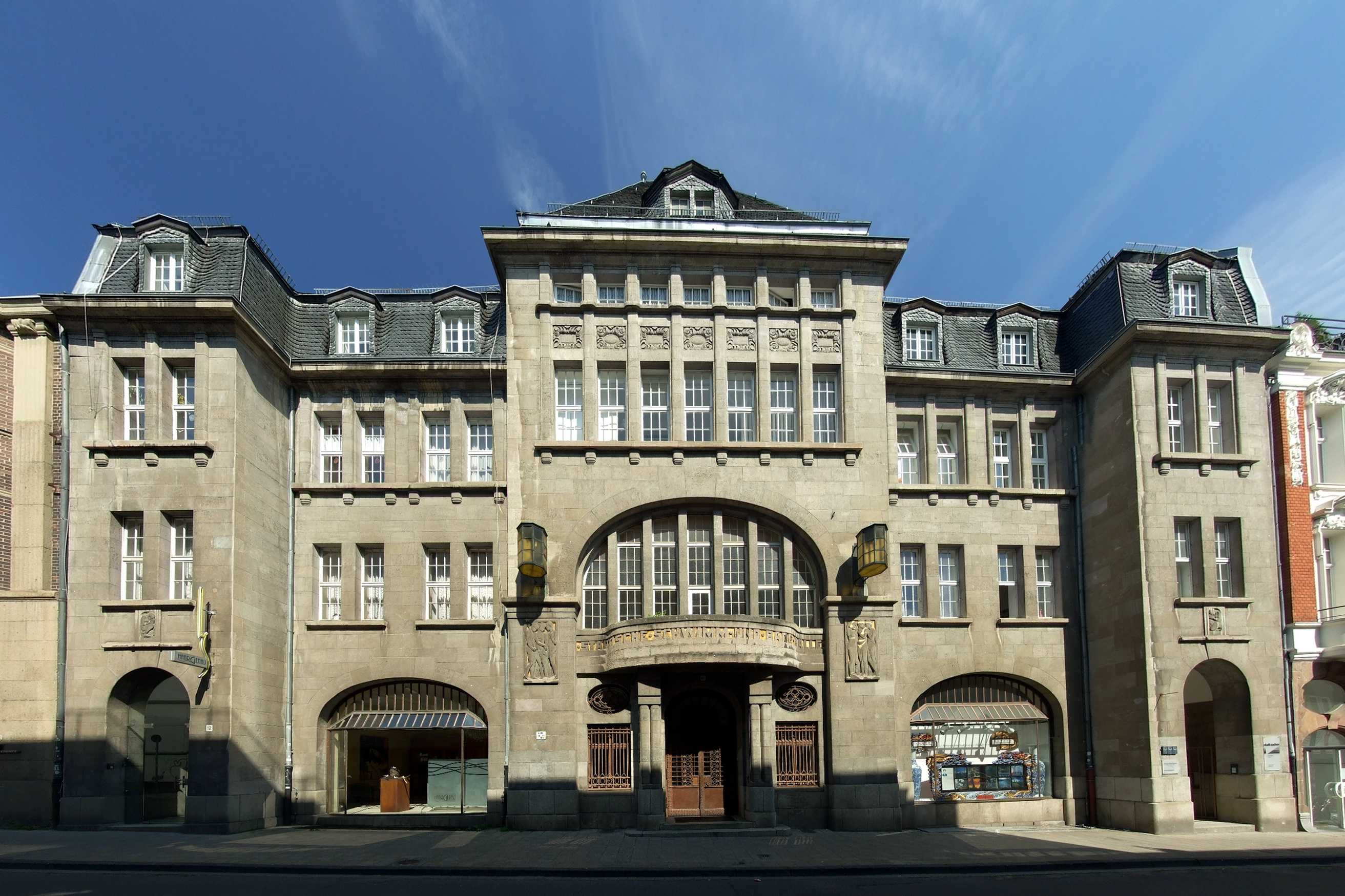
Vorderfront der Elisabethhalle

Die Elisabethhalle ist ein städtisches Hallenbad in Aachen, Elisabethstraße 10, unweit des Aachener Doms. Sie wurde von 1908 bis 1911 im Jugendstil für insgesamt 900.000 Mark erbaut und am 17. Juli 1911 eröffnet. Der Entwurf stammte vom Aachener Stadtbaumeister Joseph Laurent. Die Elisabethhalle gehört zu den wenigen noch erhaltenen Schwimmhallen aus der Epoche des Jugendstils, die auch heute noch in Betrieb sind.

## Architektur

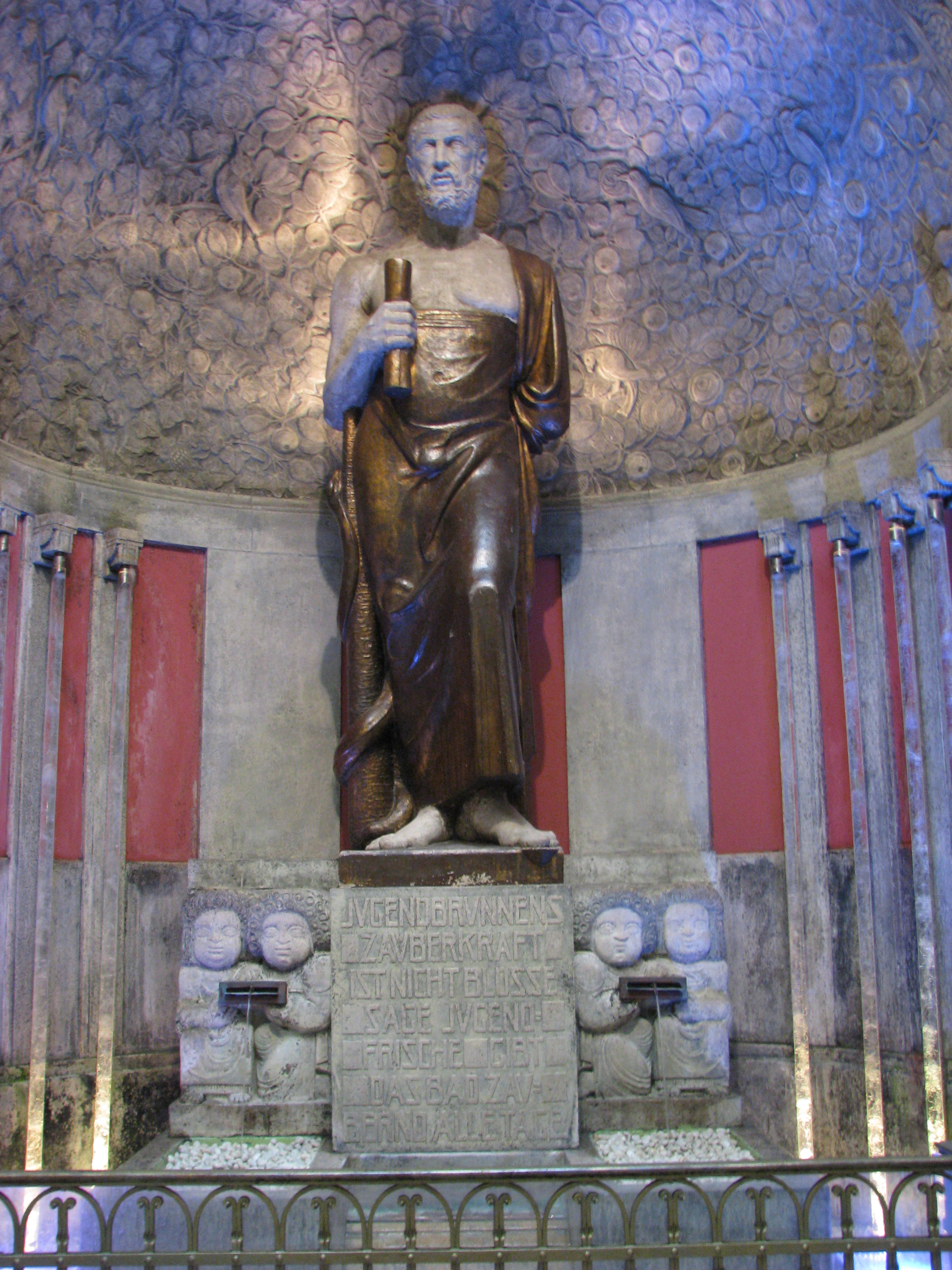
Aesculap-Brunnen

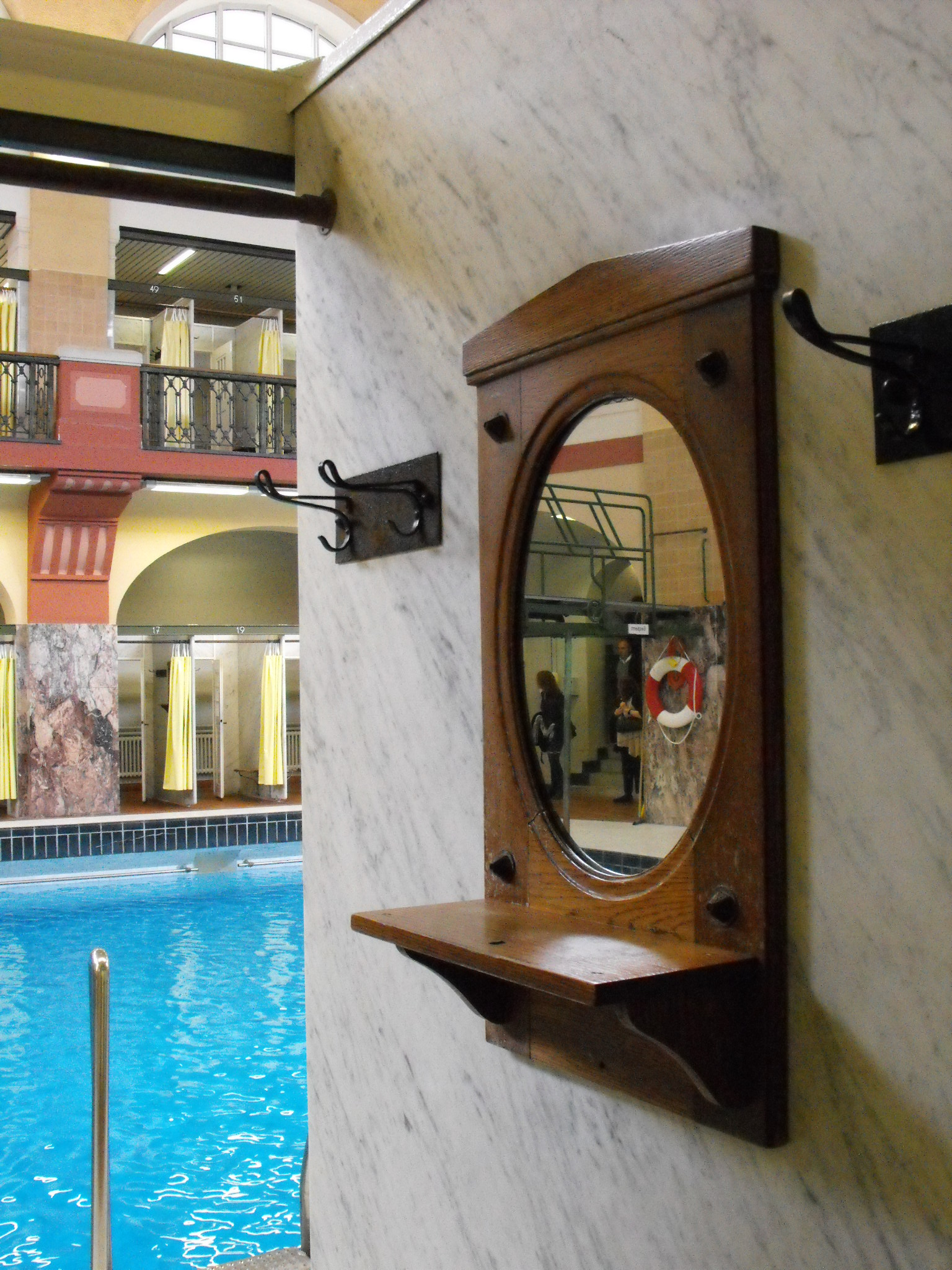
Umkleidekabinen in der Großen Halle

Im Eingangsbereich befindet sich ein Aesculap-Brunnen mit der Inschrift: „Jugendbrunnens Zauberkraft ist nicht bloße Sage, Jugendfrische gibt das Bad zaubernd alle Tage“. Auf Grund der zeitgenössisch üblichen Geschlechtertrennung besitzt das Bad zwei Schwimmhallen. Die kleine Halle mit einem Schwimmbecken von 17,5 m × 8 m (150 m²) war ursprünglich den Frauen vorbehalten. Blickfang ist der von Fritz Klimsch entworfene Brunnen mit dem Relief „Badende Frauen“, das in der Königlichen Porzellan-Manufaktur Berlin gefertigt wurde. Das 27,5 m × 12,5 m (340 m²) große Schwimmbecken der großen Halle, die ursprünglich den Männern vorbehalten war, ist mit einem Neptunbrunnen geschmückt, der nach einem Modell des Bildhauers Carl Burger gefertigt wurde. In beiden Hallen stehen den Badegästen auf zwei Ebenen geräumige Umkleide-Einzelkabinen zur Verfügung. Die ursprünglich als Thermalbad konzipierte Elisabethhalle besaß früher auch ein Dusch- und Wannenbad, ein römisch-irisches Schwitzbad und ein Hundebad.

## Geschichte
Von September 1911 bis Februar 1912 musste der Betrieb der beiden Schwimmhallen eingestellt werden: Der heiße Jahrhundertsommer 1911 hatte für akuten Wassermangel in ganz Deutschland gesorgt. Nach dem Ersten Weltkrieg wurden nur noch die beiden Schwimmhallen und das Dusch- und Wannenbad wieder in Betrieb genommen.

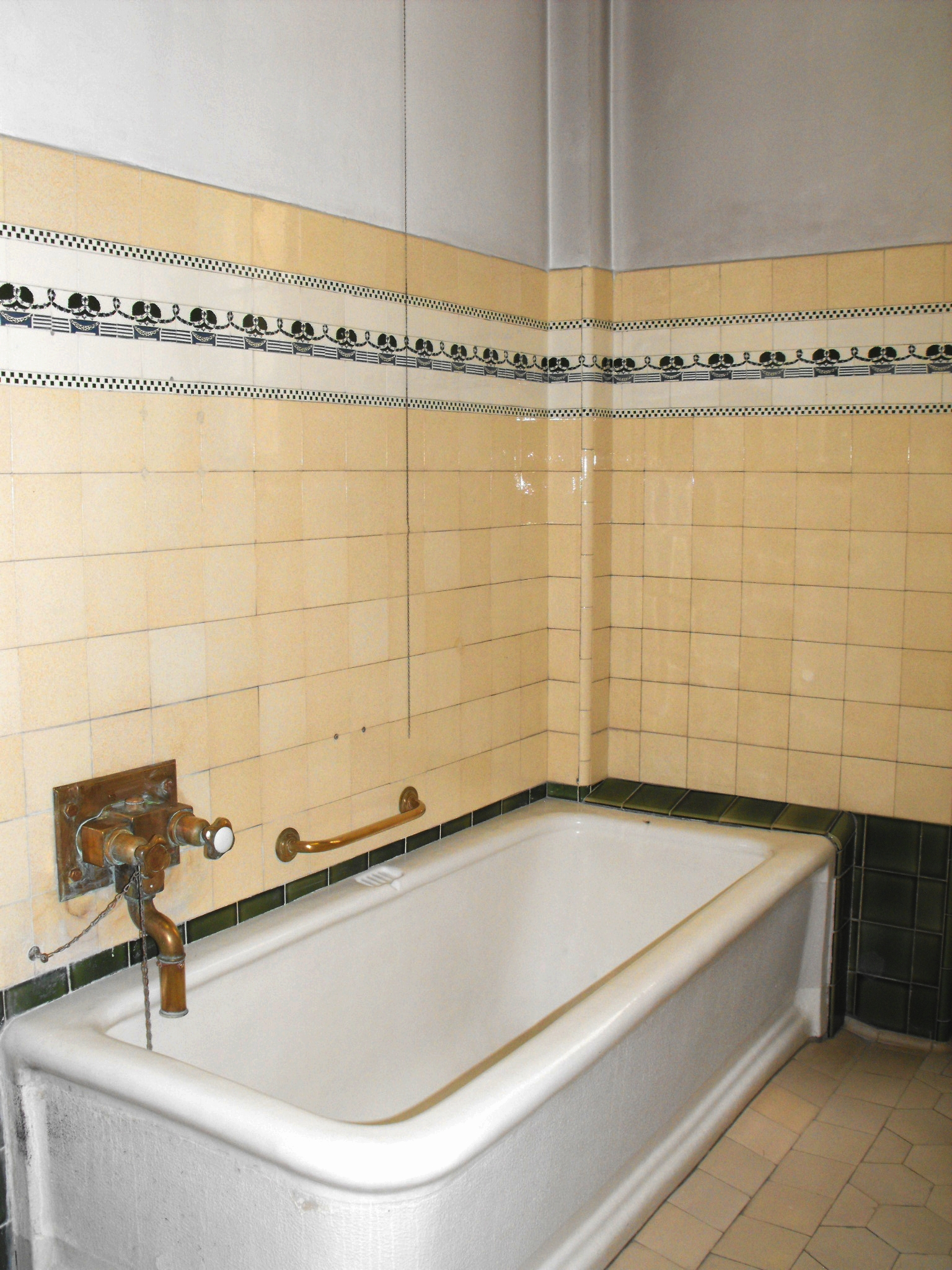
Eines der Wannenbäder in der Elisabethhalle

Während des Zweiten Weltkriegs befand sich im Kellergeschoss der Elisabethhalle ein öffentlicher Luftschutzraum. Nach Beseitigung der Kriegsschäden konnte der Badebetrieb in der großen Schwimmhalle bereits 1945 und in der kleinen Schwimmhalle 1951 wieder aufgenommen werden. Für kurze Zeit wurde unmittelbar nach dem Krieg aufgrund des Brennstoffmangels über eine Leitung durch den Elisengarten warmes Wasser von der Kaiserquelle zugeleitet. Dabei hatte man aber die Aggressivität des Thermalwassers unterschätzt. Die angerichteten Schäden mussten von Februar 1975 bis Juni 1976 für 2,5 Mio. DM mit einer umfangreichen Renovierung beseitigt werden. Die Wannenabteilung wurde nur noch bis in die 1990er Jahre genutzt. Die Wannen und Kupfer-Armaturen sind aber bis heute weitgehend erhalten geblieben.
Auf der Weltausstellung Expo 2000 in Hannover war die Elisabethhalle Teil einer multimedialen Vision und wurde darin als zukünftiger Sitz eines Biotechnologie-Unternehmens vorgeschlagen. Diese Vision ist aber bis heute genauso wenig in Erfüllung gegangen, wie der Plan, die kleine Schwimmhalle aus Kostengründen in eine Sporthalle umzuwandeln.
Im Jahre 2004 erfolgte in enger Abstimmung mit der Denkmalpflege eine umfassende Sanierung des Flachdachs, der Hallenfenster, sowie der zweischaligen Spritzbeton-Gewölbekonstruktion. Neben den notwendigen Brandschutzmaßnahmen und der Verbesserung des Wärmeschutzes konnte durch die Instandsetzung schadhafter Gebäudeteile ein weiterer Verfall der Bausubstanz verhindert werden. Am 15. November 2004 wurde das Bad wieder geöffnet. Im Jahre 2009 wurden weitere Mittel aus dem Sonderprogramm Denkmalschutz für die Sanierung der Elisabethhalle bereitgestellt. Vorgesehen ist, bis zum Jahre 2014 insgesamt 2,5 Millionen Euro hierfür aufzuwenden. Von Mai bis Oktober 2011 war die Elisabethhalle wegen entsprechender Baumaßnahmen geschlossen. Dabei wurden die zum Teil verbauten Elemente der ursprünglichen Innenarchitektur, etwa im Bereich der Duschen, wieder freigelegt.
Die Elisabethhalle wird heute für das Schulschwimmen, für den Vereinssport und das öffentliche Schwimmen genutzt.

Vorderfront
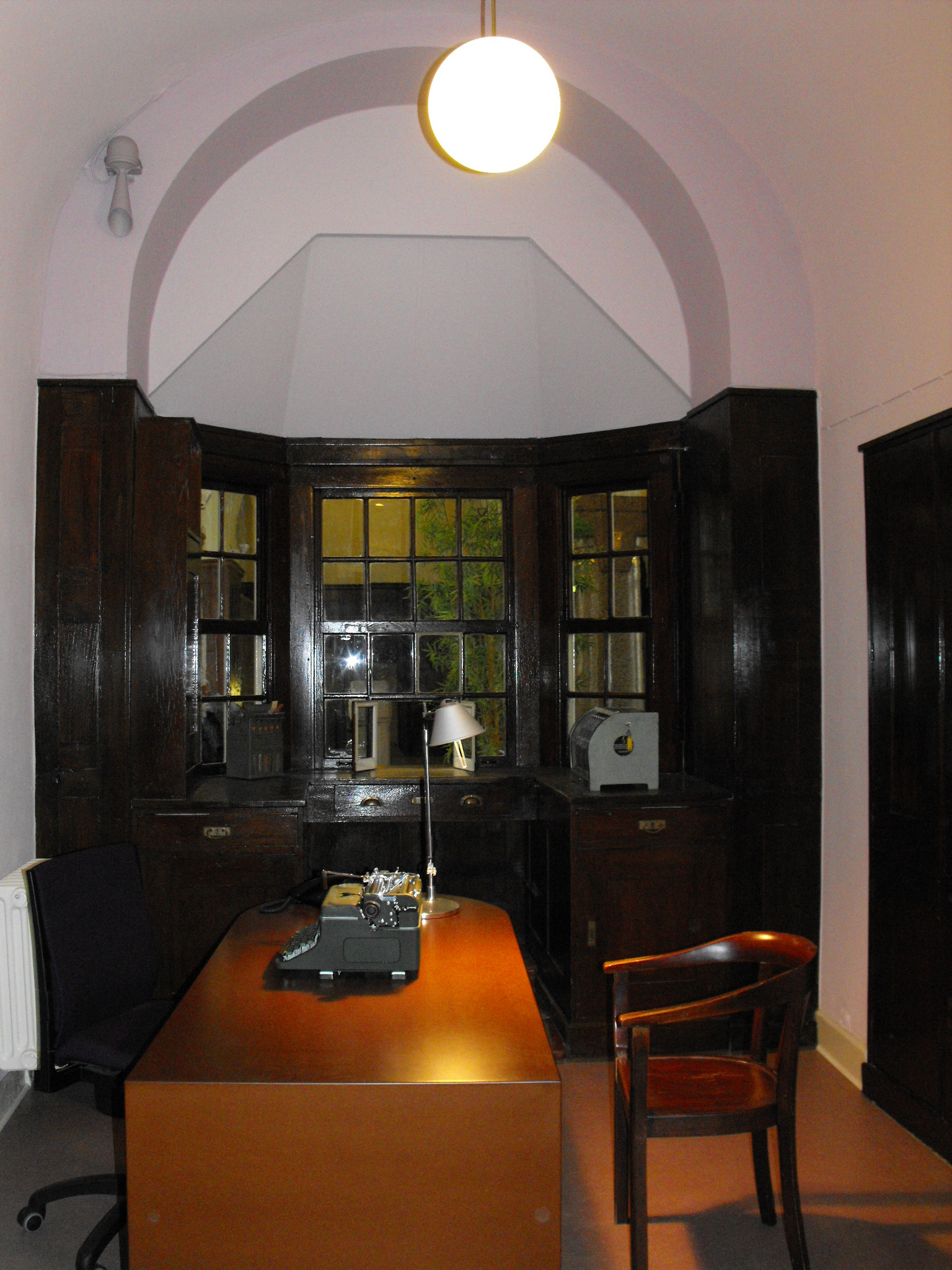
Kassenhäuschen
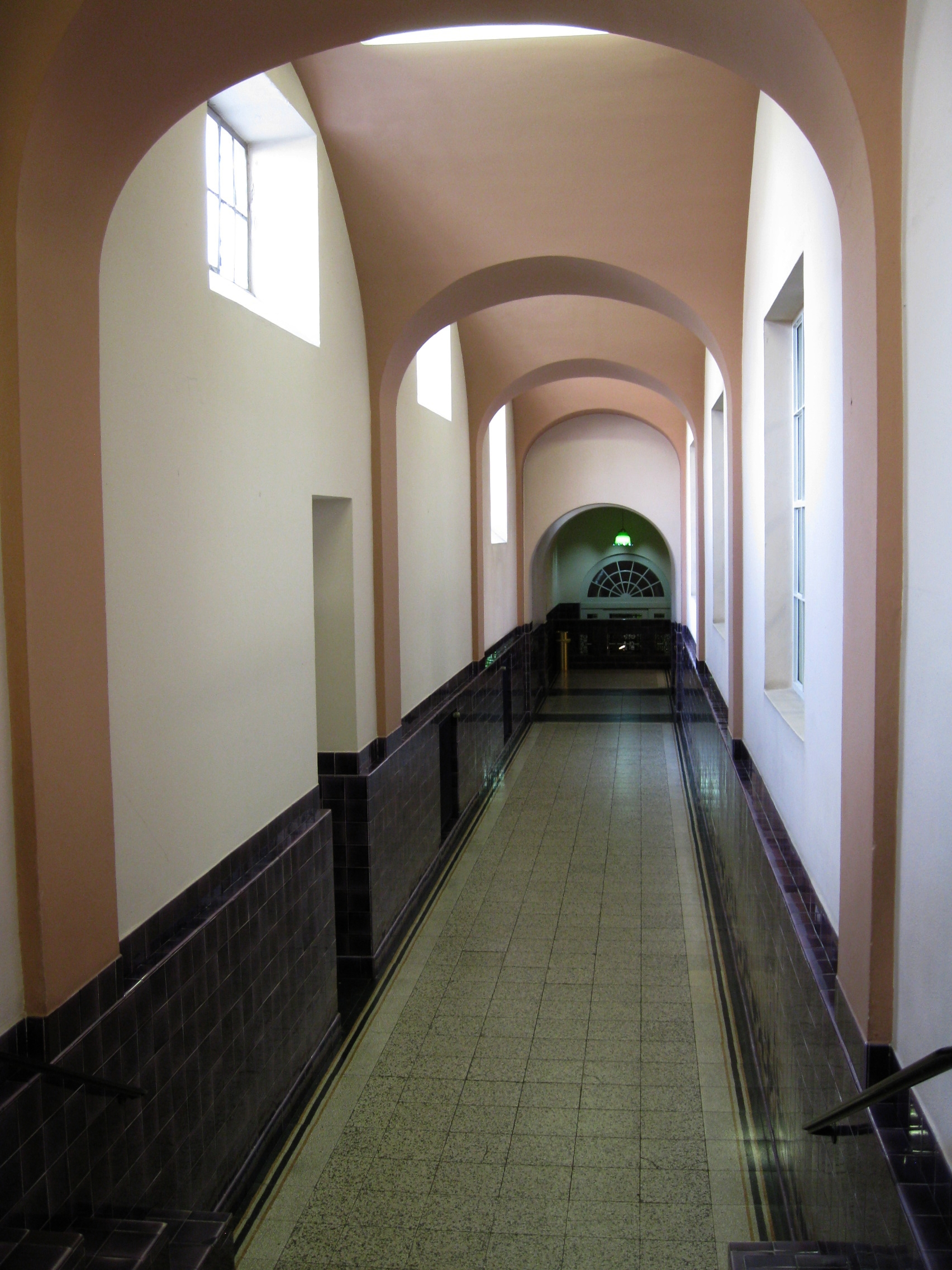
Flur zur Großen Halle
Große Schwimmhalle
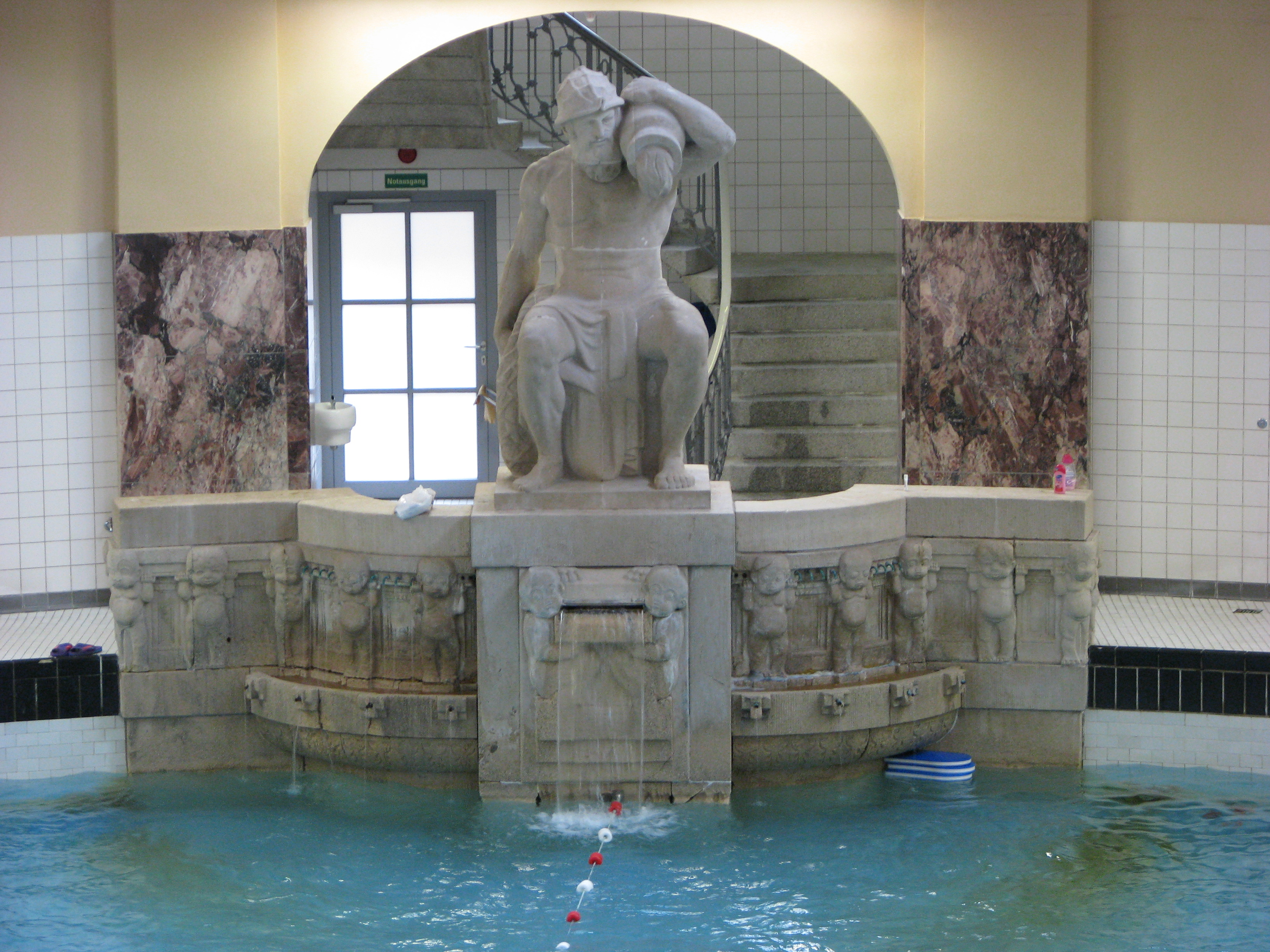
Neptunbrunnen
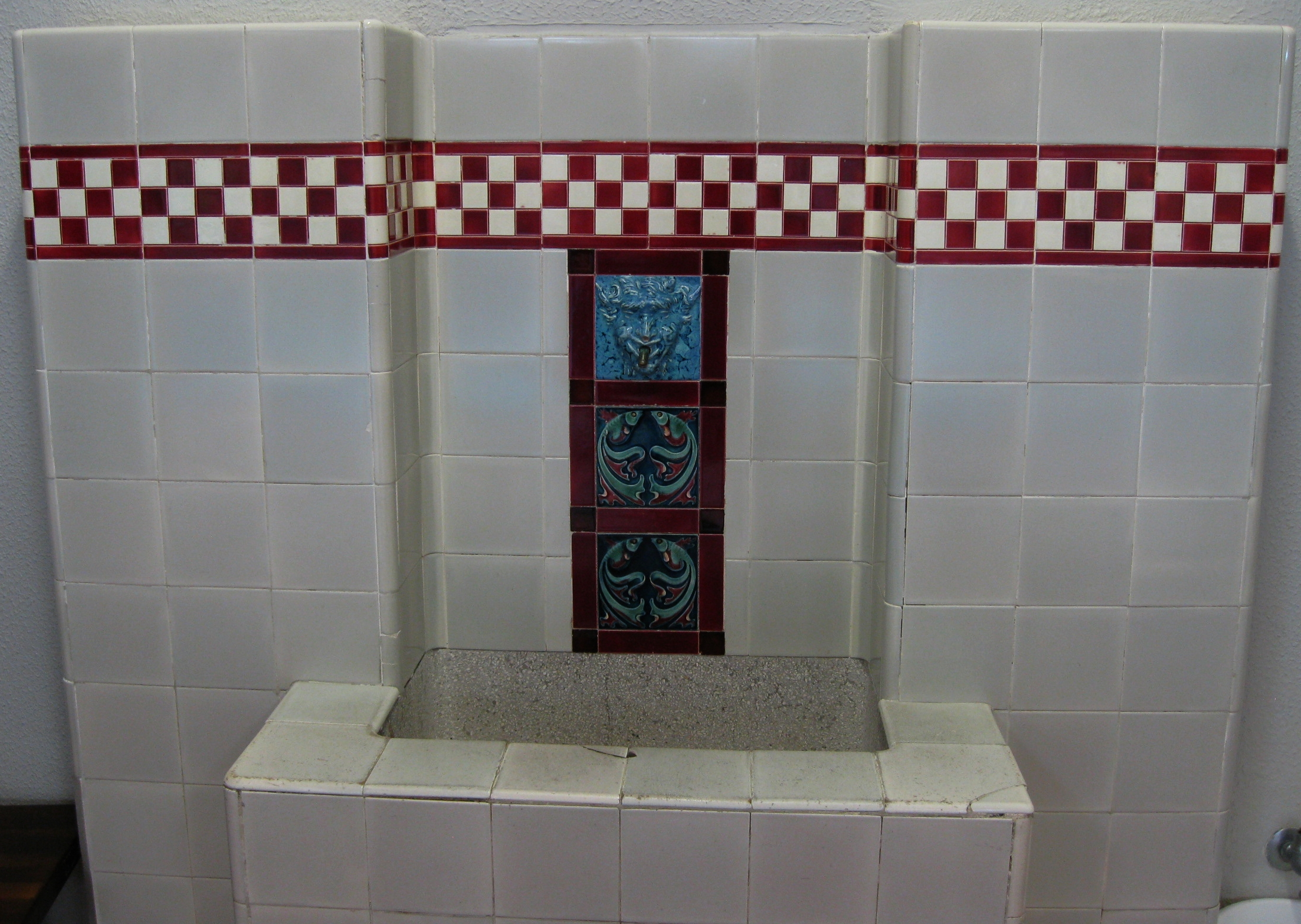
Ehemaliger Trinkbrunnen in der Großen Halle
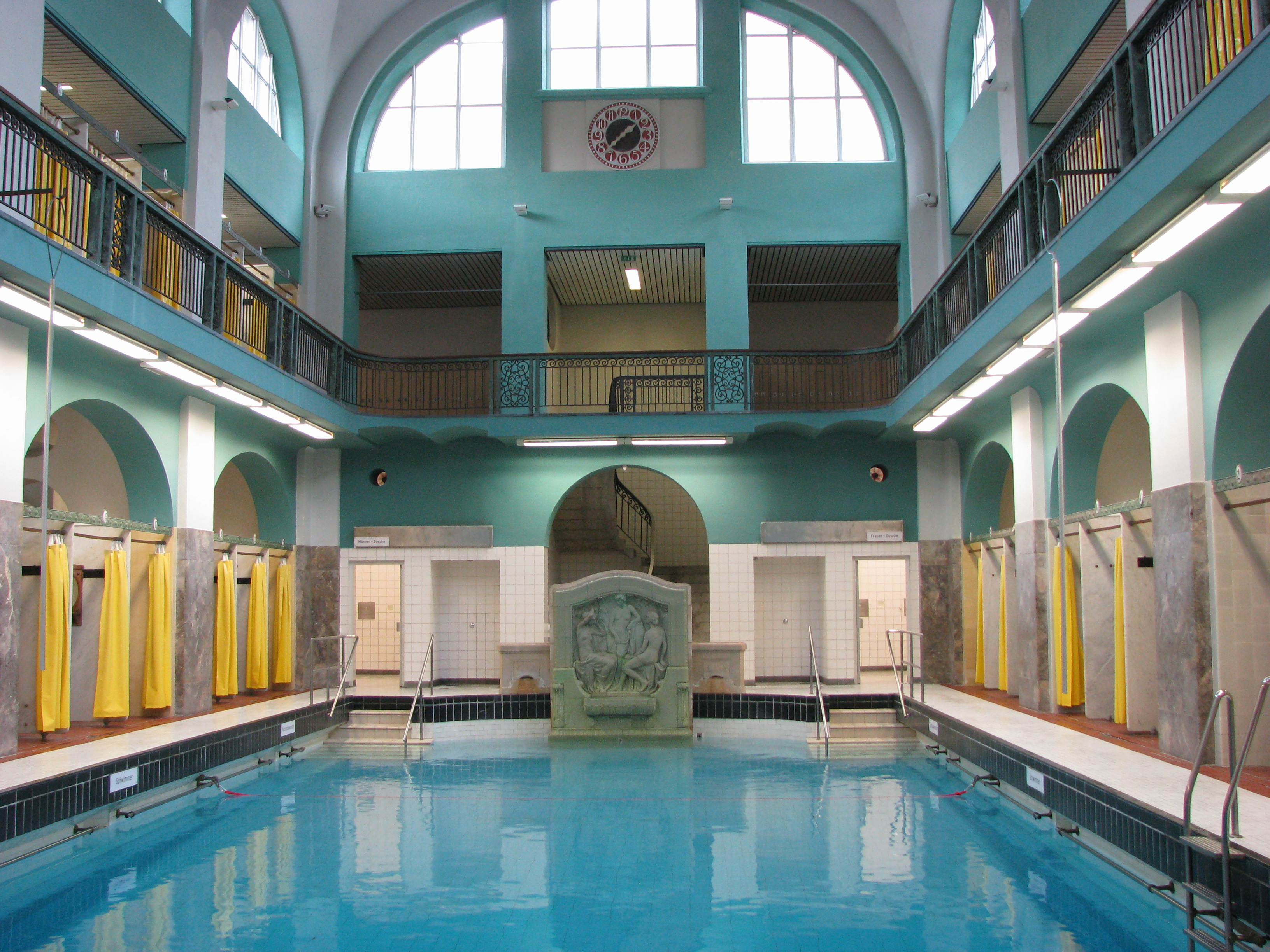
Kleine Schwimmhalle
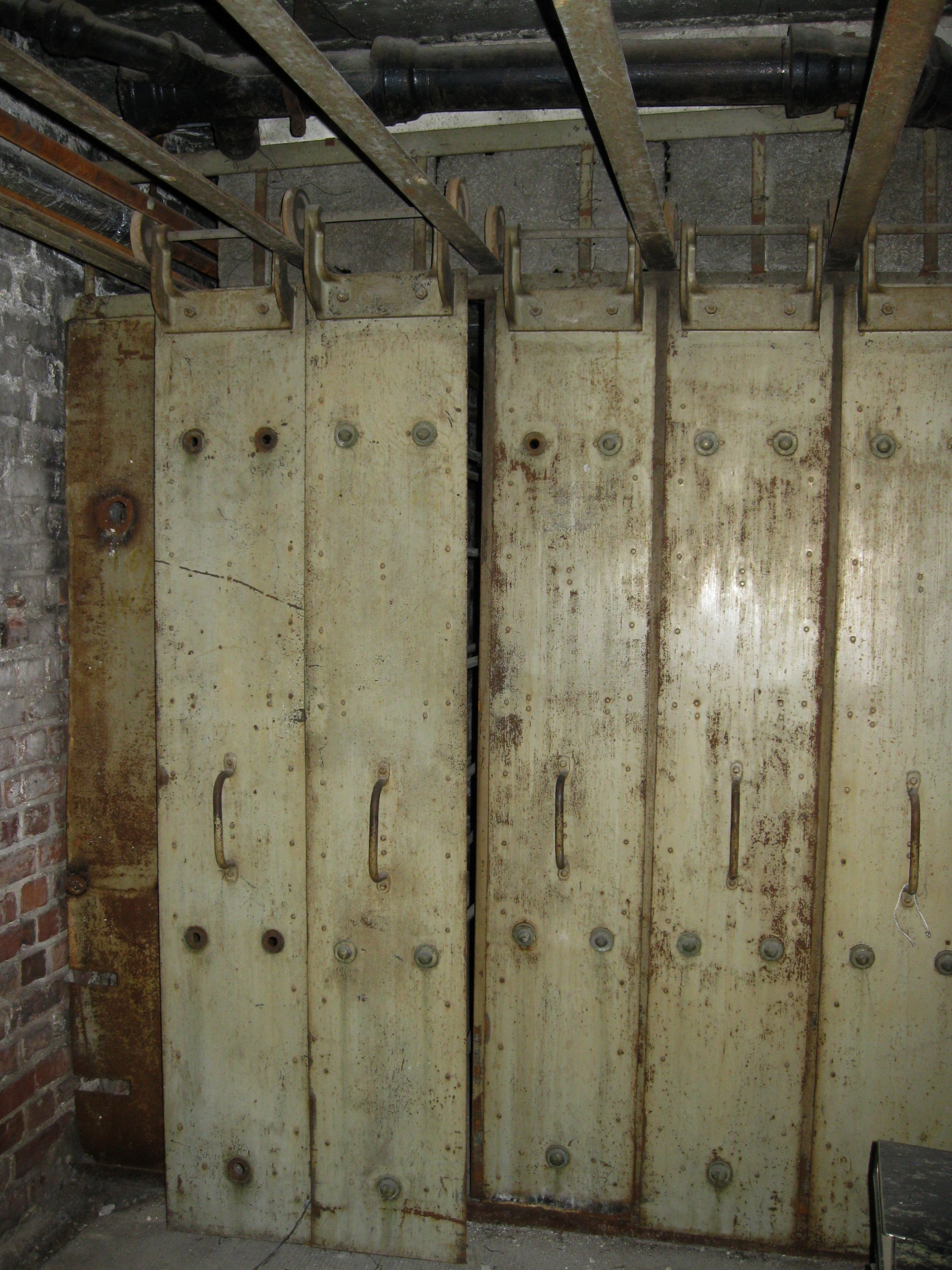
Wäschetrockenanlage im Keller der Elisabethhalle
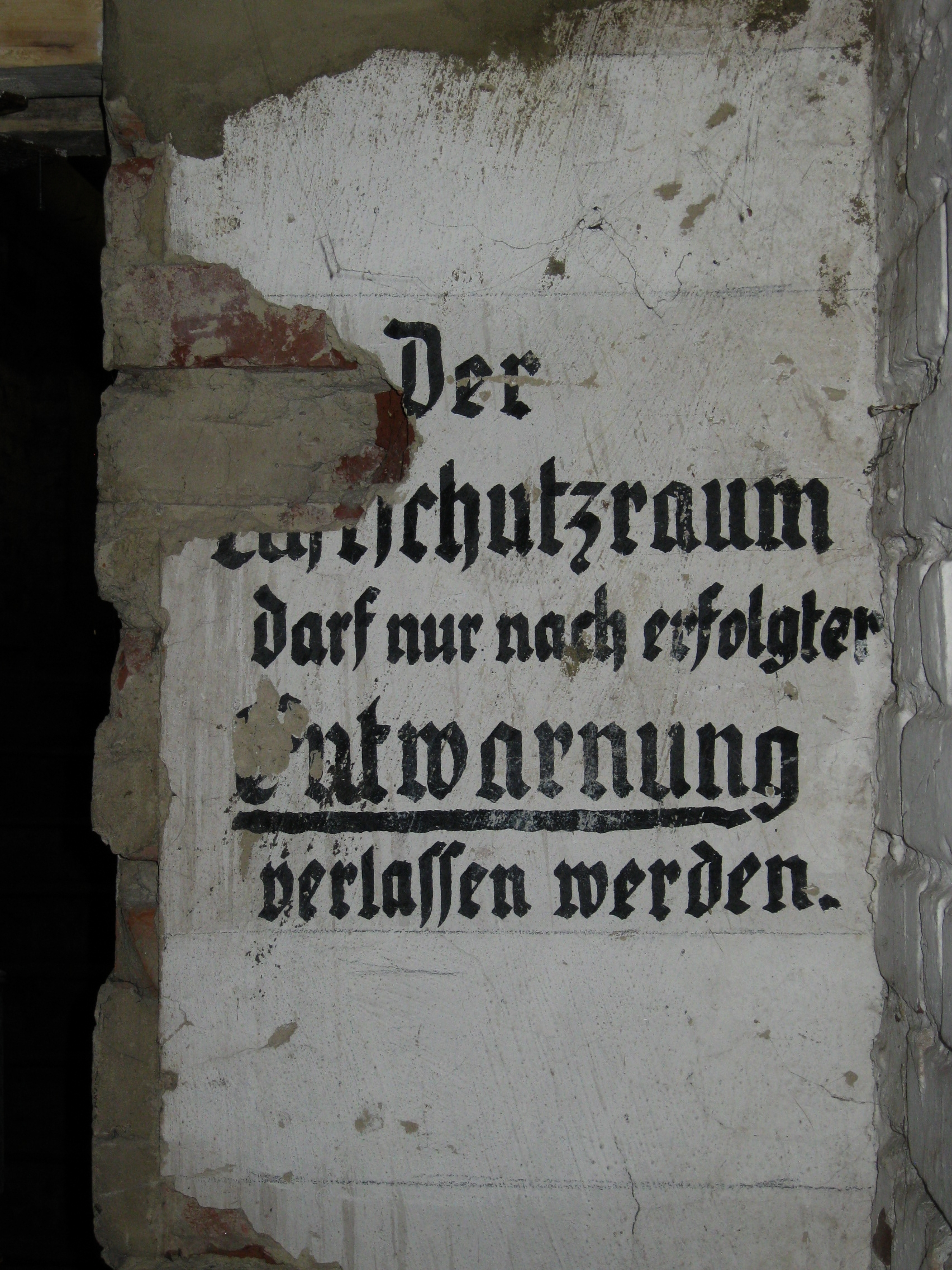
Ehemaliger Luftschutzraum im Keller der Elisabethhalle
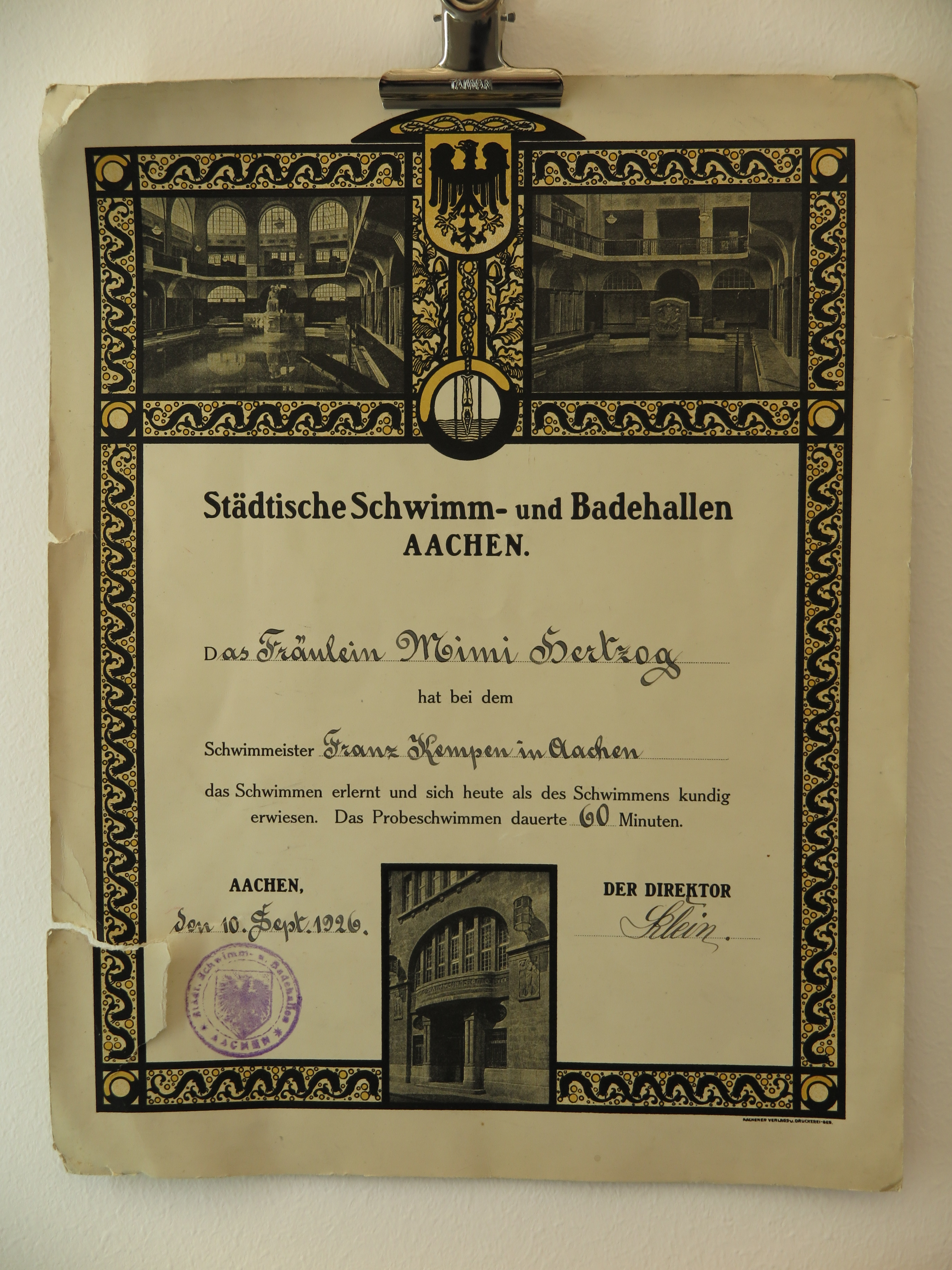
Urkunde von 1926 über bestandene Schwimmprüfung